# Anagyrus aligarhensis
Anagyrus aligarhensis är en stekelart som beskrevs av Agarwal och Shah Mashood Alam 1959. Anagyrus aligarhensis ingår i släktet Anagyrus och familjen sköldlussteklar. Inga underarter finns listade i Catalogue of Life.